# Anne Happy ♪
《Anne Happy♪》（あんハピ♪）是琴慈的漫畫作品，於芳文社雜誌《漫畫時間Kirara Forward》2013年2月號開始連載至2019年1月號。共出版10冊單行本，台灣和香港東立均已出版第2冊。由SILVER LINK.負責動畫製作的電視動畫於2016年4月7日起陸續由AT-X等電視台開始播放。在作品名稱中的Anne来自于主角花小泉杏的名字，亦有另譯為《Unhappy♪》。

## 故事簡介
講述5個小不幸勝過1個大幸的故事。天之御船學園1年級7班聚集了大批背負着「不幸」的學生，而雲雀也是其中之一，她在開學第一天認識了同樣不幸的花子和格外不健康的牡丹，杏的運氣天生就不好、琉璃每次的暗戀結果都是無疾而終、牡丹從小體弱多病、小響出門上學可以在花上3個小時後繼續迷路、小蓮一天到晚都有瘋狂的「雌性動物」在熱烈追求……儘管如此，為了獲得「幸福」大家開始高中生活，而不幸福的故事就此展開。

## 登場角色

### 1年7組
花小泉杏（／ Hanakoizumi An），声：花守由美里
座號：29號，生日：12月31日，血型：O，星座：摩羯座，身高151公分，體重41公斤，立定體前彎：8公分 。
本作的主角。綽號花子（はなこ）。第一人稱為我（わたし）。純金色短髮、團子結、瞳色為紅色。
個性天真爛熳，很喜歡動物卻被牠們討厭。
在任何事情上都不走運的不幸製造機，走到哪裏就把麻煩帶到哪裏。然而本人對此並不介意，總是一副樂觀的態度面對，卻唯獨對自己沒有胸部這點非常在意。
雲雀丘瑠璃（／ Hibarigaoka Ruri），声：白石晴香
座號：30號，生日：7月9日，血型：B，星座：巨蟹座，身高：160公分，體重：47公斤
本作的敘述者。稱號雲雀（ヒバリ）。第一人稱為我（あたし）。藍紫色漸層直長髮。瞳色為綠色。
因為愛照顧他人和溫柔的性格，故常常會被捲入不幸之中的女孩。
擅長烹飪及製作點心。喜歡可愛的東西，卻覺得那不符合自己的形象而一直當做秘密。
久米川牡丹（／ Kumegawa Botan），声：安野希世乃
座號：22號，生日：2月23日，血型：A，星座：雙魚座，身高：165公分，體重：53公斤，D罩杯，立定體前彎：-35公分
綽號牡丹（ぼたん）。第一人稱「私」（わたし）。白粉桃紅色漸層辮子風格。瞳色為紫色。
不幸類型是「不健康」，僅僅是握手就會讓指骨斷裂的異常病弱體質。從小體弱多病，經常受傷所以住院是家常便飯。醫院院長的女兒，因此對藥物很熟悉。
為了防止受傷而穿着運動鞋上學。擅長學習。每年體重不斷上升，真實原因是胸部過大。
萩生響（／ Hagyū Hibiki），声：山村响
座號：28號，生日：4月1日，血型：O，星座：白羊座，身高：152公分，體重44公斤
綽號響（ Hibiki）。第一人稱響。莓紅色的齊肩頭髮 髮尾捲髮。瞳色為黄色。
不幸類型是「路痴」。一個人上學的話需花費3小時，但本人卻否認這一點。
對於接近蓮的所有「女性」都會有戒心。
江古田蓮（／ Ekoda Ren），声：吉冈茉祐
座號：21號，生日：10月10日，血型：AB，星座：天秤座，身高：167公分
綽號蓮（レン）。第一人稱「自分」（じぶん）。銀白色短髮。瞳色為藍色。
和響是鄰居以及兒時好友。小時候本來是長髮，後來為了響而把頭髮剪短。
不幸類型是「女難」，對於「女性」有超越物種的吸引力。
狹山椿（／ Sayama Tsubaki），聲：森永千才
第二學期途中才到1年七班就讀的少女，髮型為金髮雙馬尾。瞳色為藍色。
有著如同外國人的容貌，但本人宣稱自己是日本人。個性非常怕生。
小平老師（／ Kodaira Sensei），聲：原由實
1年7班班主任，以克服不幸、抓住幸福為目標而設立的特別班級。平常雖是平靜且溫柔的老師，但不原諒壞學生。持有危險的槍。
貓尾草（ Chimoshī），聲：森永千才
擔任校內介紹的兔子型機械人。不知為何唯獨不讓花子觸摸自己的頭。

### 1年1組
鷺宮老師（／ Saginomiya Sensei），聲：小清水亞美
1年1班班主任。身著白衣。個性認真且不通情理。

### 其他
花小泉櫻（／ Hanakoizumi Sakura），聲：儀武祐子
杏的母親。天之御船學園校友，同樣是7班「幸福班」。
對於女兒的不幸十分了解。
梅婆，聲：新井里美
非常熟悉街上植物的老婆婆。個性頑固，一開始不肯告訴杏她們幸福之花的位置，但在蓮的吸引力迷倒後態度開始軟化。
響的媽媽，聲：儀武祐子
蓮的媽媽，聲：雞冠井美智子
剛搬進來時帶蓮拜訪了鄰居，而讓蓮認識了響。

## 出版漫畫
| 集數 | 芳文社         | 芳文社                 | 東立出版社    | 東立出版社             |
| 集數 | 發售日期       | ISBN                   | 發售日期      | ISBN                   |
| ---- | -------------- | ---------------------- | ------------- | ---------------------- |
| 1    | 2013年7月12日  | ISBN 978-4-8322-4319-4 | 2016年11月4日 | ISBN 978-986-431-889-6 |
| 2    | 2014年5月12日  | ISBN 978-4-8322-4441-2 | 2019年5月20日 | ISBN 978-986-431-890-2 |
| 3    | 2014年12月12日 | ISBN 978-4-8322-4501-3 |               |                        |
| 4    | 2015年7月13日  | ISBN 978-4-8322-4587-7 |               |                        |
| 5    | 2016年4月12日  | ISBN 978-4-8322-4684-3 |               |                        |
| 6    | 2016年6月11日  | ISBN 978-4-8322-4703-1 |               |                        |
| 7    | 2017年2月10日  | ISBN 978-4-8322-4803-8 |               |                        |
| 8    | 2017年11月9日  | ISBN 978-4-8322-4891-5 |               |                        |
| 9    | 2018年8月9日   | ISBN 978-4-8322-4969-1 |               |                        |
| 10   | 2019年1月12日  | ISBN 978-4-8322-7058-9 |               |                        |

## 電視動畫
2015年6月24日在《Manga Time Kirara Forward》雜誌宣佈改編為電視動畫及由SILVER LINK.負責動畫製作的訊息。由大沼心擔任導演，田中仁負責系列構成，大島美和擔任角色設計及總作畫監督。於2016年4月7日由AT-X開始播放，TOKYO MX、京都放送、SUN電視台及BS富士也陸續開始播放。

### 製作人員
- 原作：琴慈（芳文社《Manga Time Kirara Forward》連載）
- 監督：大沼心
- 系列構成：田中仁
- 角色設計、總作畫監督：大島美和
- 音樂：MONACA
- 動畫製作：SILVER LINK.
- 製作：Unhappy製作委員會

### 主題曲
片頭曲「PUNCH☆MIND☆HAPPINESS」
作詞：畑亞貴，作曲、編曲：田中秀和，主唱：Happy Clover〈花小泉杏（花守由美里）、雲雀丘瑠璃（白石晴香）、久米川牡丹（安野希世乃）、萩生響（山村響）、江古田蓮（吉岡茉祐）〉
片尾曲「明日也沒關係（明日でいいから）」
作詞：畑亞貴，作曲、編曲：廣川惠一，主唱：Happy Clover〈花小泉杏（花守由美里）、雲雀丘瑠璃（白石晴香）、久米川牡丹（安野希世乃）、萩生響（山村響）、江古田蓮（吉岡茉祐）〉
插入曲
（第4話）
作詞：畑亞貴，作曲、編曲：石濱翔，主唱：Happy Clover［花小泉杏（花守由美里）、雲雀丘瑠璃（白石晴香）、久米川牡丹（安野希世乃）、萩生響（山村響）、江古田蓮（吉岡茉祐）］
「願望不會丟失的原因（願いは負けない星だから）」（第8話）
作詞：畑亞貴，作曲、編曲：，主唱：Happy Clover［花小泉杏（花守由美里）、雲雀丘瑠璃（白石晴香）、久米川牡丹（安野希世乃）、萩生響（山村響）、江古田蓮（吉岡茉祐）］
「knock Knock Map Map」（第10話）
作詞：辻純更，作曲：岡部啟一，編曲：，主唱：響（山村響）
（第10話）
作詞：辻純更，作曲、編曲：高橋邦幸，主唱：雲雀（白石晴香）
（第10話）
作詞：辻純更，作曲：瀨尾祥太郎，編曲：石濱翔，主唱：貓尾草（森永千才）

### 各話列表
| 話數     | 日文標題 | 中文標題                 | 劇本     | 分鏡     | 演出            | 作畫監督                                                                      | 片尾插畫 |
| -------- | -------- | ------------------------ | -------- | -------- | --------------- | ----------------------------------------------------------------------------- | -------- |
| 第一話   |          | 4月7日 不幸的開學首日    | 田中仁   | 大沼心   | 大沼心 井上圭介 | 平田和也、平田辰雄 粟井重記、 古谷梨繪、山吉一幸                              |          |
| 第二話   |          | 4月11日 高科技的身體檢測 | 田中仁   | 神保昌登 | 立仙裕俊        | 原友樹、重松佐和子 丹羽信禮、井嶋惠子 山犬守                                  | 荒井切利 |
| 第三話   |          | 4月28日 第一次的幸福實習 | 田中仁   | 湊未來   | 平田豐          | 遠藤大輔                                                                      |          |
| 第四話   |          | 4月29日 謎一般的處罰遊戲 | 田中仁   |          | 日下直義        | 佐佐木萌、野本正幸                                                            | 牛木義隆 |
| 第五話   |          | 5月9日 路癡的上學風景    | 田中仁   | 湊未來   | 伊部勇志        | 橋本直希、井本由紀 向河原憲、井嶋惠子 原友樹、重松佐和子                      | MEL      |
| 第六話   |          | 5月30日 大家一起去遠足   | 伊藤睦美 | 河村智之 | 日下直義        | 野本正幸、佐佐木萌 本田辰雄、                                                 | 千葉鞍   |
| 第七話   |          | 6月28日 探望花子         | 伊藤睦美 | 宇根信也 | 平田聖          | 佐佐木睦美                                                                    | 京極伸   |
| 第八話   |          | 7月11日 期末考奮戰       | 田中仁   | 玉村仁   | 玉村仁          | 久松沙紀、本田辰雄 、若山政志 櫻井司 大平剛生（動作）                         | 濱弓場雙 |
| 第九話   |          | 7月13日 混亂的共同授課   | 田中仁   | 新留俊哉 | 小柴純彌        | 原友樹、井嶋惠子 重松佐和子、向川原憲 林隆洋、竹森由加                        | 有馬侭   |
| 第十話   |          | 7月20日 我們的暑假       | 伊藤睦美 |          | 日下直義        | 野本正幸、佐佐木萌                                                            | 叶之影   |
| 第十一話 |          | 8月18日 暴風的夏令營     | 田中仁   | 井上圭介 | 井上圭介        | 佐佐木睦美、松浦里美 本田辰雄、服部憲知 小川一郎、佐野隆雄 山吉一幸、平田和也 | 丸新     |
| 第十二話 |          | 8月19日 幸福的夏令營     | 田中仁   | 河村智之 | 玉村仁          | 、本田辰雄 福地和浩、櫻井司 小川一郎、木下由美子 服部憲知、若山政志 野田惠    | 琴慈     |

### 播放電視台
日本深夜動畫：下文記載的日本国内播放時間使用日本標準時間（UTC+9）表示。因為部分時間标识會採用30小时制，因此請留意这类超过24:00的时间，其實際播放時間為翌日清晨。
| 播放地區 | 播放電視台 | 播放日期               | 播放時間（UTC+9）         | 所屬聯播網 | 備註   |
| -------- | ---------- | ---------------------- | ------------------------- | ---------- | ------ |
| 日本全國 | AT-X       | 2016年4月7日－6月23日  | 星期四 21時30分－22時00分 | 衛星電視   | 有重播 |
| 東京都   | TOKYO MX   | 2016年4月7日－6月23日  | 星期四 22時30分－23時00分 | 獨立UHF局  |        |
| 京都府   | 京都放送   | 2016年4月7日－6月23日  | 星期四 25時30分－26時00分 |            |        |
| 兵庫縣   | SUN電視台  | 2016年4月7日－6月23日  | 星期四 25時30分－26時00分 |            |        |
| 日本全國 | BS富士     | 2016年4月10日－6月26日 | 星期日 25時00分－25時30分 | 衛星電視   | 有重播 |

### BD / DVD
| 卷數 | 發售日期       | 收錄話數       | 規格編號  | 規格編號  |
| 卷數 | 發售日期       | 收錄話數       | BD        | DVD       |
| ---- | -------------- | -------------- | --------- | --------- |
| 1    | 2016年6月22日  | 第1話－第2話   | OVXN-0023 | OVBA-1041 |
| 2    | 2016年7月27日  | 第3話－第4話   | OVXN-0024 | OVBA-1042 |
| 3    | 2016年8月24日  | 第5話－第6話   | OVXN-0025 | OVBA-1043 |
| 4    | 2016年9月28日  | 第7話－第8話   | OVXN-0026 | OVBA-1044 |
| 5    | 2016年10月26日 | 第9話－第10話  | OVXN-0027 | OVBA-1045 |
| 6    | 2016年11月23日 | 第11話－第12話 | OVXN-0028 | OVBA-1046 |
| BOX  | 2018年2月28日  | 全12話         | OVXN-0040 | 不適用    |

## 備註
1. ↑  原作漫畫的副標題為《unhappy go lucky!》。Anne-Happy的英文表記最早出現在動畫版的官網域名及標誌中，比照日文原名套用女主角花小泉杏的名字（=Anne）。

## 外部連結
- Unhappy♪ | Manga Time Kirara Web（页面存档备份，存于） （日語）
- Unhappy♪ 漫画在线连载 | Niconico静图 · Kirara基地（页面存档备份，存于）（日語）
- TV動畫版Unhappy♪官方網站（页面存档备份，存于） （日語）